# Titanokorys
Titanokorys ist eine Gattung der Stammgruppenvertreter der Gliederfüßer. Die einzige bekannte Art der bislang monotypischen Gattung ist Titanokorys gainesi aus den kambrischen Burgess-Schiefern der kanadischen Rocky Mountains.

## Etymologie und Forschungsgeschichte
Der Gattungsname nimmt Bezug auf die Titanen der griechischen Mythologie in Kombination mit dem altgriechischen κόρυς (korys = „Helm“) und spielt auf die ungewöhnliche Größe des zentralen Carapaxelements an. Der Artzusatz „gainesi“ ehrt den US-amerikanischen Geologen Robert R. Gaines, der 2012 maßgeblich an der Entdeckung neuer, fossilreicher Vorkommen des Burgess-Schiefers beteiligt war. Titanokorys gainesi lässt sich somit in etwa mit „Gaines’ Titanenhelm“ übersetzen.
Die Erstbeschreibung von Gattung und Typusart erfolgte 2021 durch Jean-Bernard Caron und Joseph Moysiuk und basiert auf zwölf Belegstücken, die aus den Burgess-Schiefern des Marble Canyon und vom Tokumm Creek im nördlichen Kootenay-Nationalpark in der kanadischen Provinz British Columbia stammen. Alle bislang bekannten Belegstücke werden am Royal Ontario Museum (ROM) in der Abteilung für Invertebratenpaläontologie (ROMIP) aufbewahrt.

## Merkmale

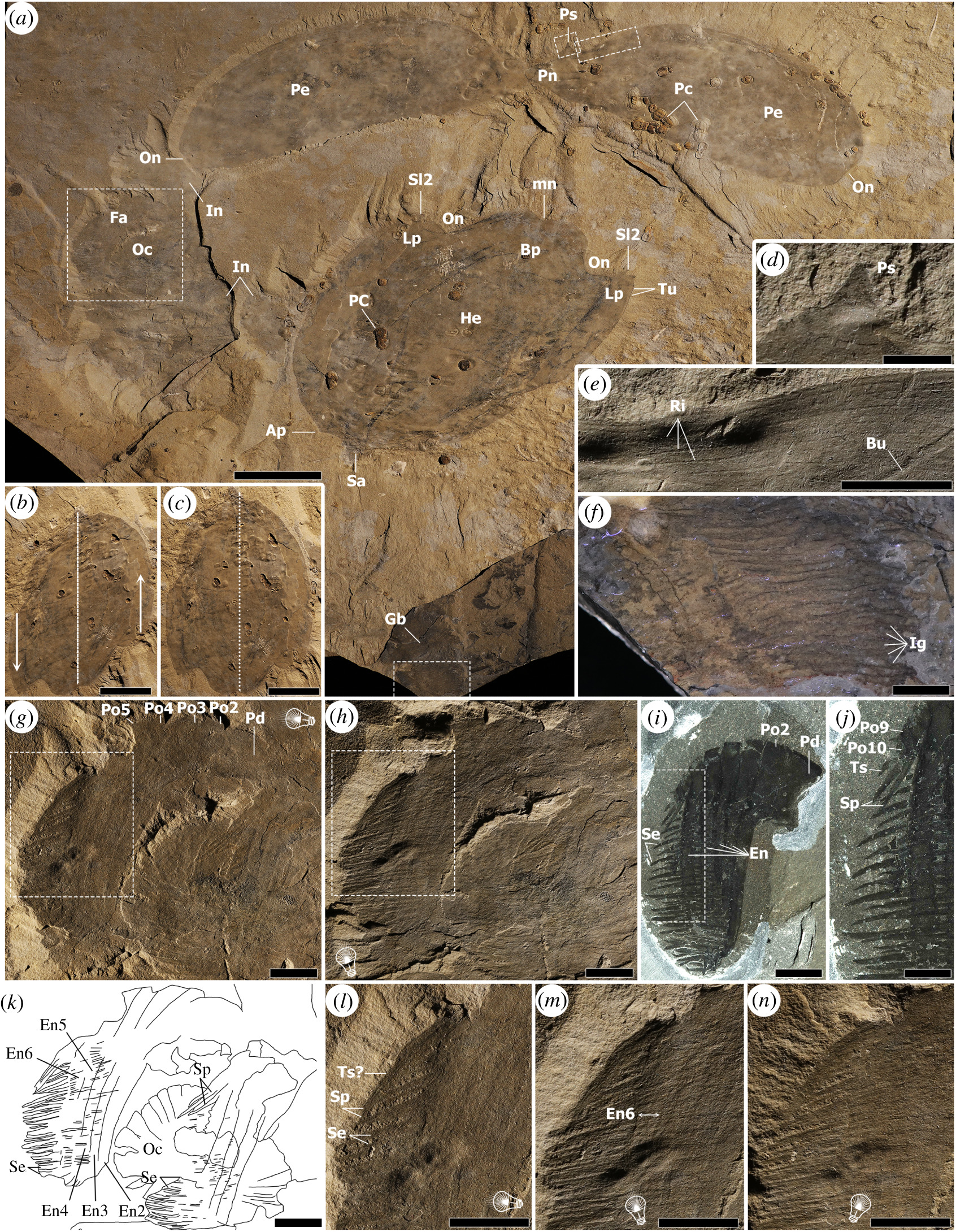
Holotypus ROMIP 65415

(In Klammer eingefügte Abkürzungen beziehen sich auf nebenstehende Abbildungen)
Mit einer geschätzten Gesamtkörperlänge von circa 50 cm repräsentiert Titanokorys den größten bekannten Vertreter der Hurdiidae des Kambriums und zählt nach Anomalocaris insgesamt zu den größten Tieren des Kambriums.
Die aus zahlreichen, radial angeordneten „Zahnplatten“ aufgebaute Mundöffnung („oral cone“; „Oc“) und die rechenartig ausgebildeten vorderen Fangbeine („Fa“) weisen Titanokorys als Vertreter der Hurdiidae innerhalb der Gruppe der Radiodonta aus. Details über die, für die Radiodonta ebenfalls typischen, lappenförmigen und mit Kiemen („Gb“) besetzten Fortbewegungsorgane („flaps“) an den Körperflanken und die vermutlich gestielten Facettenaugen sind aus dem bislang vorhandenen Fossilbeleg nicht ableitbar. In der, im Rahmen der Erstbeschreibung veröffentlichten und hier wiedergegebenen Lebendrekonstruktion wurden diese Bereiche in Anlehnung an die nahe verwandte Art Cambroraster falcatus interpretiert. Auffälligstes gattungstypisches Merkmal ist der übergroße, wie bei vielen Vertretern der Hurdiidae, dreiteilige Carapax mit einem zentralen Hauptelement („H-Element“; „He“) und den paarigen, lateroventral angeordneten „P-Elementen“ („Pe“).

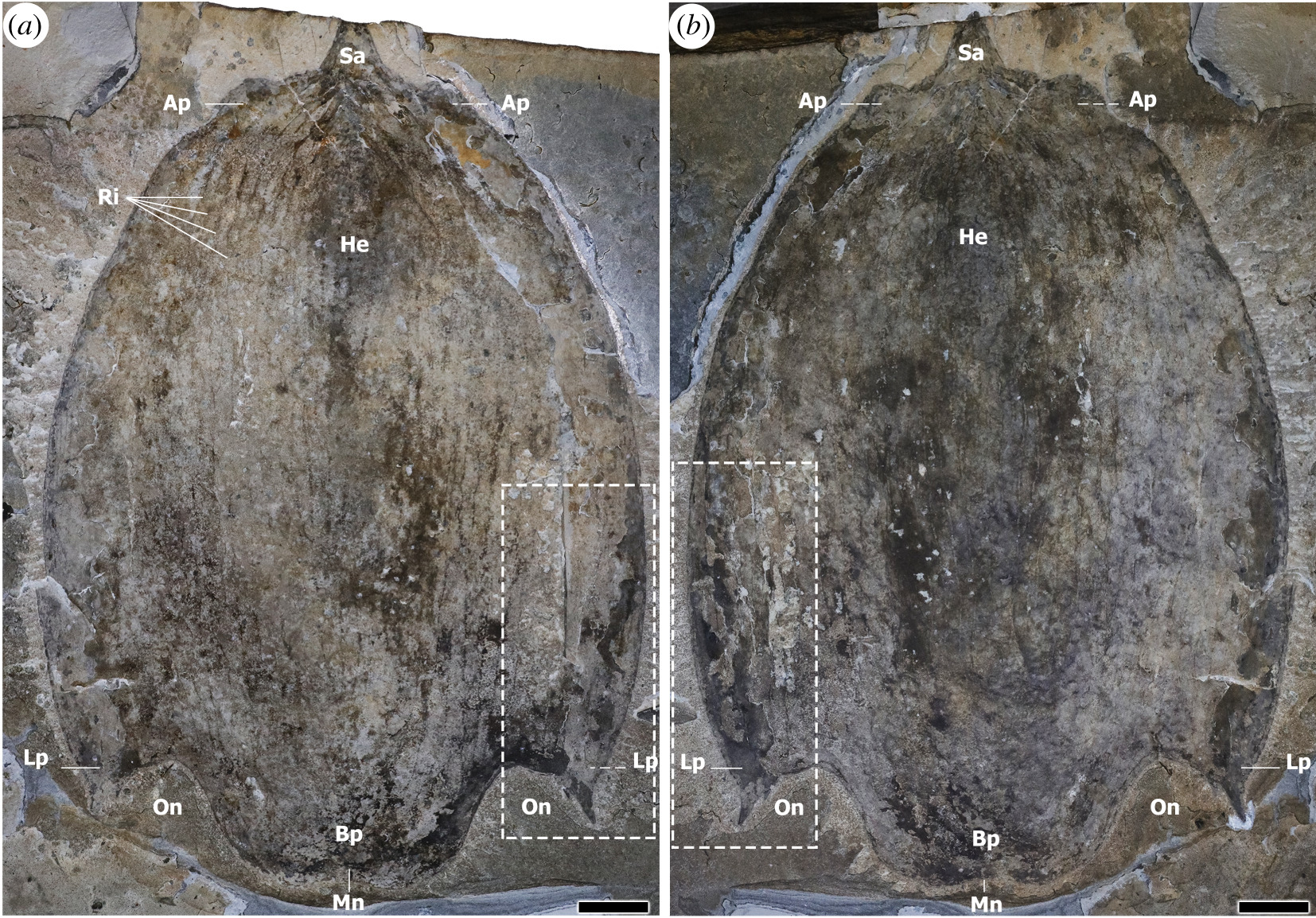
„H-Element“ des Carapax; Paratypus ROMIP 65168

Abgesehen von der Größe unterscheidet sich Titanokorys insbesondere durch die spezielle Form und Skulpturierung des „H-Elements“ („He“) von anderen Vertretern der Hurdiidae. Das „H-Element“ weist einen generell eiförmigen Umriss mit mehreren Einbuchtungen und stachelartigen Fortsätzen auf. Anterior befindet sich ein breiter, sagittal ausgerichteter, dornartiger Fortsatz („Sa“), der mit etwa 7 % zur Gesamtlänge des Carapax beiträgt. Dieser Fortsatz wird von zwei eher rundlichen, nach vorne gerichteten Fortsätzen („Ap“) flankiert. Am posterioren Ende des „H-Elements“ zeigen sich zwei Einbuchtungen („On“) für die gestielten Facettenaugen. Diese beiden Einbuchtungen werden durch einen breiten, abgerundet trapezförmigen und durch eine kleine Einschnürung („Mn“) leicht bilobaten Fortsatz („Bp“) voneinander getrennt. An der Außenseite werden die beiden „Augenbuchten“ jeweils durch einen relativ kurzen, Fortsatz („Lp“) begrenzt, der in einem spitzen, leicht nach außen gekrümmten Stachel endet. Ein zweiter, ähnlicher, aber wesentlich kleinerer Stachel setzt am laterodistalen Rand der „Augenbucht“, etwa an der Basis des Hauptstachels an. Die gesamte Oberfläche des „H-Elements“ ist mit annähernd parallel verlaufenden, längs gerichteten Graten („Ri“) überzogen.
Die beiden „P-Elemente“ („Pe“) des Carapax sind annähernd tropfenförmig und anterior durch einen kurzen Halsabschnitt („Pn“) miteinander verbunden. Die ventromediale Seite dieses Halsabschnittes trägt einen einzelnen, breiten, aber spitz zulaufenden Stachel („Ps“). Posterodorsal befindet sich an den „P-Elementen“ eine leichte Einbuchtung, die möglicherweise einen Teil der „Augenbucht“ („On“) repräsentiert. Die „P-Elemente“ zeigen, ähnlich wie das „H-Element“ eine Ornamentierung aus längs gerichteten Graten. Diese sind jedoch wesentlich schwächer ausgeprägt als beim „H-Element“.
Die segmentierten Fangarme („frontal appendages“, „Fa“) tragen an den proximalen Einzelsegmenten 2–6 (Podomere 2–6, „Po“) lange, stachelartige Endite („En“), von denen wiederum lange sekundäre Stacheln („Se“) ausgehen. Die distalen Podomere 8–10 weisen stachelartige Endite ohne sekundäre Stacheln auf. Das erste Podomer („Pd“) trägt keine weiteren Anhänge. Der generelle Aufbau der Fangarme erinnert stark an die verwandte Gattung Cambroraster. Die sekundären Stacheln der Endite 2–6 sind bei Titanokorys in Relation zur Enditbreite jedoch deutlich länger als bei Cambroraster.

## Systematik
Titanokorys gainesi weist, insbesondere in Bezug auf die Ausprägung der rechenartig umgeformten Fangarme, große Ähnlichkeit mit der ebenfalls aus den Burgess-Schiefern bekannten, aber wesentlich kleineren und häufiger auftretenden Art Cambroraster falcatus auf. Zudem liegen einige Belegstücke vor, die Überreste von Titanokorys gainesi gemeinsam mit Fossilien von Cambroraster falcatus auf derselben Schichtfläche zeigen, wodurch nachgewiesen ist, dass beide Formen gleichzeitig im selben Ablagerungsraum im Sediment eingebettet wurden. Die Erstbeschreiber von Titanokorys stellten deshalb Überlegungen an, ob es sich bei Titanokorys gainesi und Cambroraster falcatus möglicherweise um einen Fall von Sexualdimorphismus oder um unterschiedliche ontogenetische Stadien innerhalb einer einzelnen Art handeln könnte. Diese Hypothese wurde von den Autoren jedoch auf Basis der unterschiedlichen Form des „H-Elements“ (annähernd eiförmig bei Titanokorys gainesi; annähernd hufeisenförmig bei Cambroraster falcatus) und den Ergebnissen einer ersten phylogenetische Analyse wieder verworfen.
Das nebenstehende Kladogramm zeigt das Ergebnis dieser Analyse in vereinfachter Form. Titanokorys findet sich mit Cordaticaris, Zhenghecaris und Cambroraster in einer nur schwach ausgeprägten gemeinsamen Klade. Pahvantia, Hurdia und Aegirocassis nehmen der Reihe nach jeweils Positionen als Schwestertaxa dieser Gruppe ein. Die Gesamtgruppe bildet mit Stanleycaris und Peytoia eine Polytomie, der, abseits davon, Schinderhannes bartelsi gegenübersteht.

## Palökologie
Titanokorys benutzte seine rechenartigen Fangarme vermutlich, ebenso wie Cordaticaris und Cambroraster, um das weiche Sediment am Meeresboden nach Klein- und Kleinstlebewesen und/oder anderen Nahrungspartikeln zu durchsieben.
Das Holotypus-Exemplar (ROMIP 65415) repräsentiert wahrscheinlich eine Ansammlung von Häutungsresten. Auffällig an diesem Fossil sind zahlreiche Exemplare der Agnostida-Gattung Peronopsis („PC“) in unmittelbarer Nähe oder direkt auf den Exuvien. Die kleinen Trilobiten fraßen entweder von den Häutungsresten oder weideten einen darauf befindlichen Biofilm ab.